# Jean-Baptiste Oudry

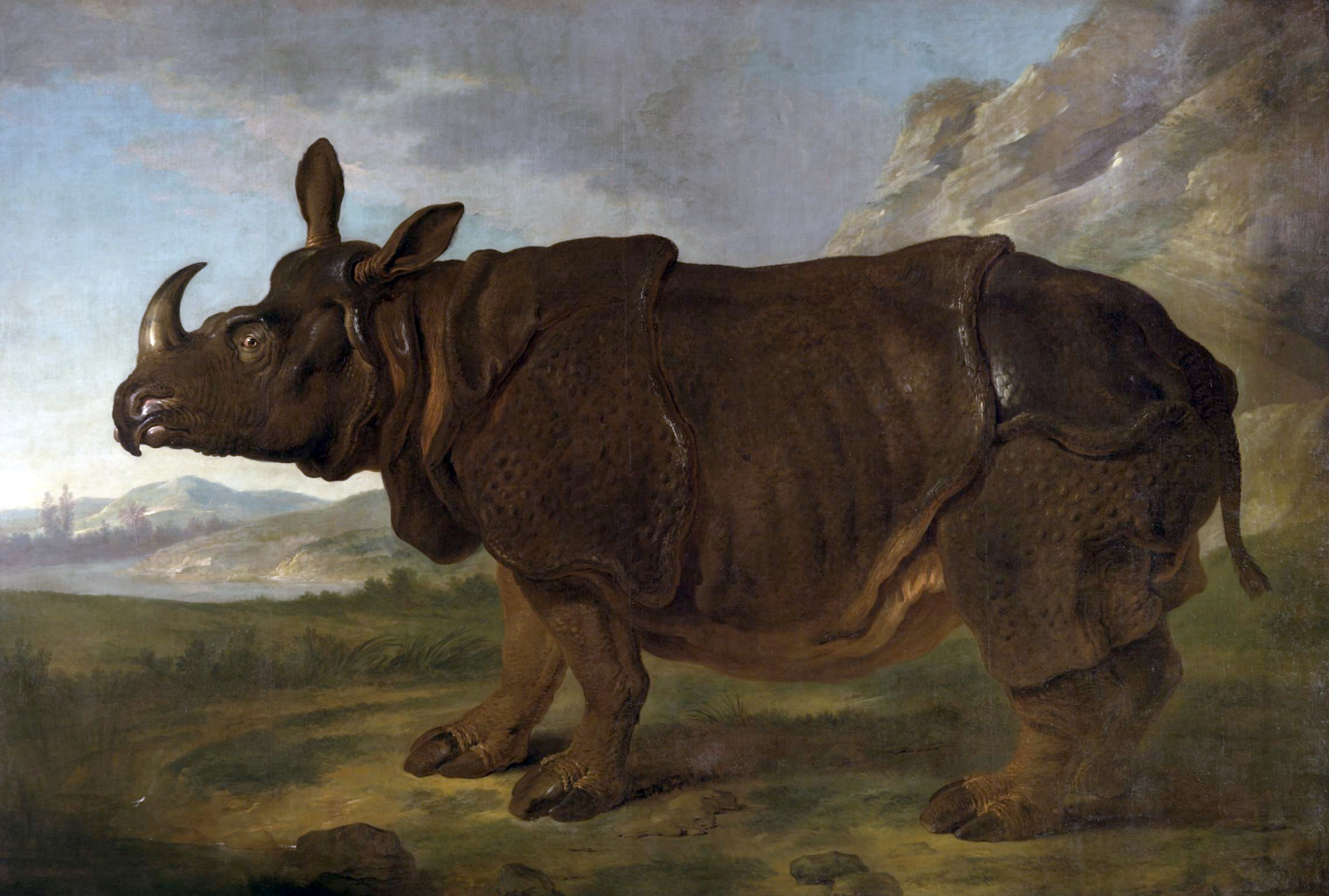
Jean-Baptiste Oudry, Nosorożec Clara (1749), Staatliches Museum Schwerin

Jean-Baptiste Oudry (ur. 17 marca 1686 w Paryżu, zm. 30 kwietnia 1755 w Beauvais) – francuski malarz i rysownik okresu rokoka.
Uczył się u swego ojca Jacques’a Oudry’ego, był uczniem Nicolasa de Largillière’a. W 1719 został członkiem Królewskiej Akademii Malarstwa i Rzeźby. Od 1726 współpracował z manufakturą w Beauvais, później został jej dyrektorem. W 1752 opublikował Discours sur la pratique de la peinture. Ilustrował Bajki La Fontaine’a.
Sławę zyskał jako malarz zwierząt i scen myśliwskich. Malował też martwe natury, portrety, pejzaże i kompozycje alegoryczne. Jego dzieła odznaczają się realistycznym ujęciem, dużymi walorami kompozycyjnymi i dekoracyjnością.
Najwięcej jego dzieł (34 obrazy i kilkadziesiąt rysunków) posiada Staatliches Museum w Schwerinie.

## Wybrane dzieła
- Jamnik Pehr, strzelba i martwa zwierzyna (1740) – Sztokholm, Nationalmuseum
- Martwa natura z bażantem (1753) – Paryż, Luwr
- Martwa natura z cielęcym udźcem – St. Petersburg, Ermitaż
- Martwa natura z owocami (1741) – St. Petersburg, Ermitaż
- Martwa sarna (1721) – Londyn, Wallace Collection
- Martwy wilk (1721) – Londyn, Wallace Collection
- Martwa zwierzyna łowna – Schwerin, Staatliches Museum
- Martwy żuraw (1745) Schwerin, Staatliches Museum
- Nosorożec Clara (1749) – Schwerin, Staatliches Museum
- Ognisko w lesie (1742) – Schwerin, Staatliches Museum
- Pies i dwie kuropatwy – Schwerin, Staatliches Museum
- Portret Lady Mary Josephine Drummond (ok. 1716) – Madryt, Prado
- Portret Stanisława Leszczyńskiego (1730) – Warszawa, Muzeum Narodowe